# Solenopsis minuta
Solenopsis minuta é uma espécie de formiga do gênero Solenopsis, pertencente à subfamília Myrmicinae.